# Johanneskirche (Köln-Sülz)
Die Johanneskirche in der Nonnenwerthstraße in Köln-Sülz ist neben dem Tersteegenhaus die zweite Kirche der Kirchengemeinde Köln-Klettenberg, die zum Kirchenkreis Köln-Mitte der Evangelischen Kirche im Rheinland gehört. Sie wurde Anfang der sechziger Jahre errichtet, um dem Wachstum der Gemeinde in den Stadtteilen Sülz und Klettenberg gerecht zu werden.

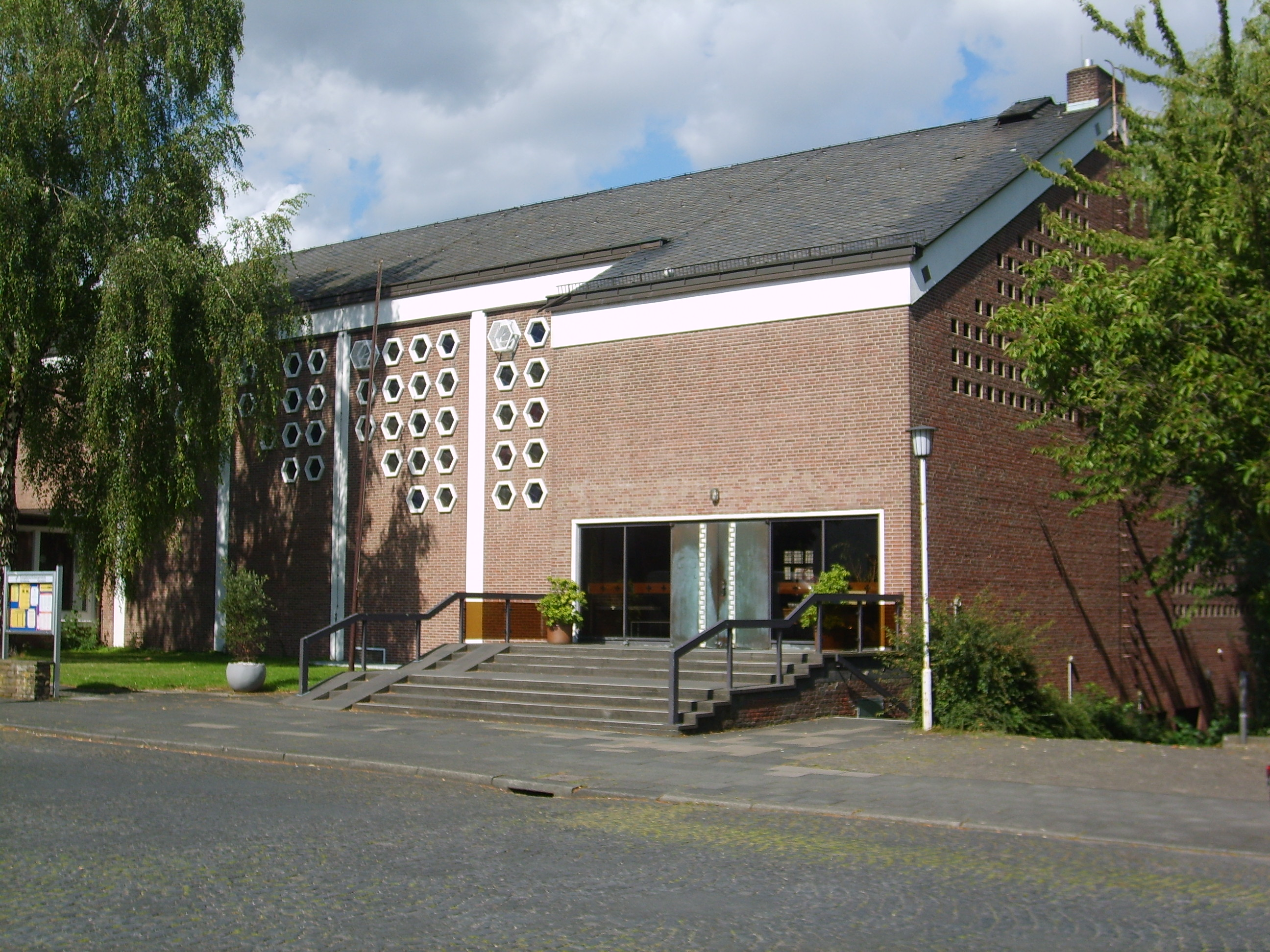
Die Johanneskirche in Köln-Sülz

Der Grundstein wurde 1961 gelegt, und am 7. Juli 1963 wurde die Kirche eingeweiht. Sie ist nach dem Evangelisten Johannes benannt, da der damalige Pfarrer Schumann, der die Gemeinde von 1951 bis 1972 leitete, besonders an der Auslegung des Johannesevangeliums und der Offenbarung des Johannes arbeitete.

## Geschichte

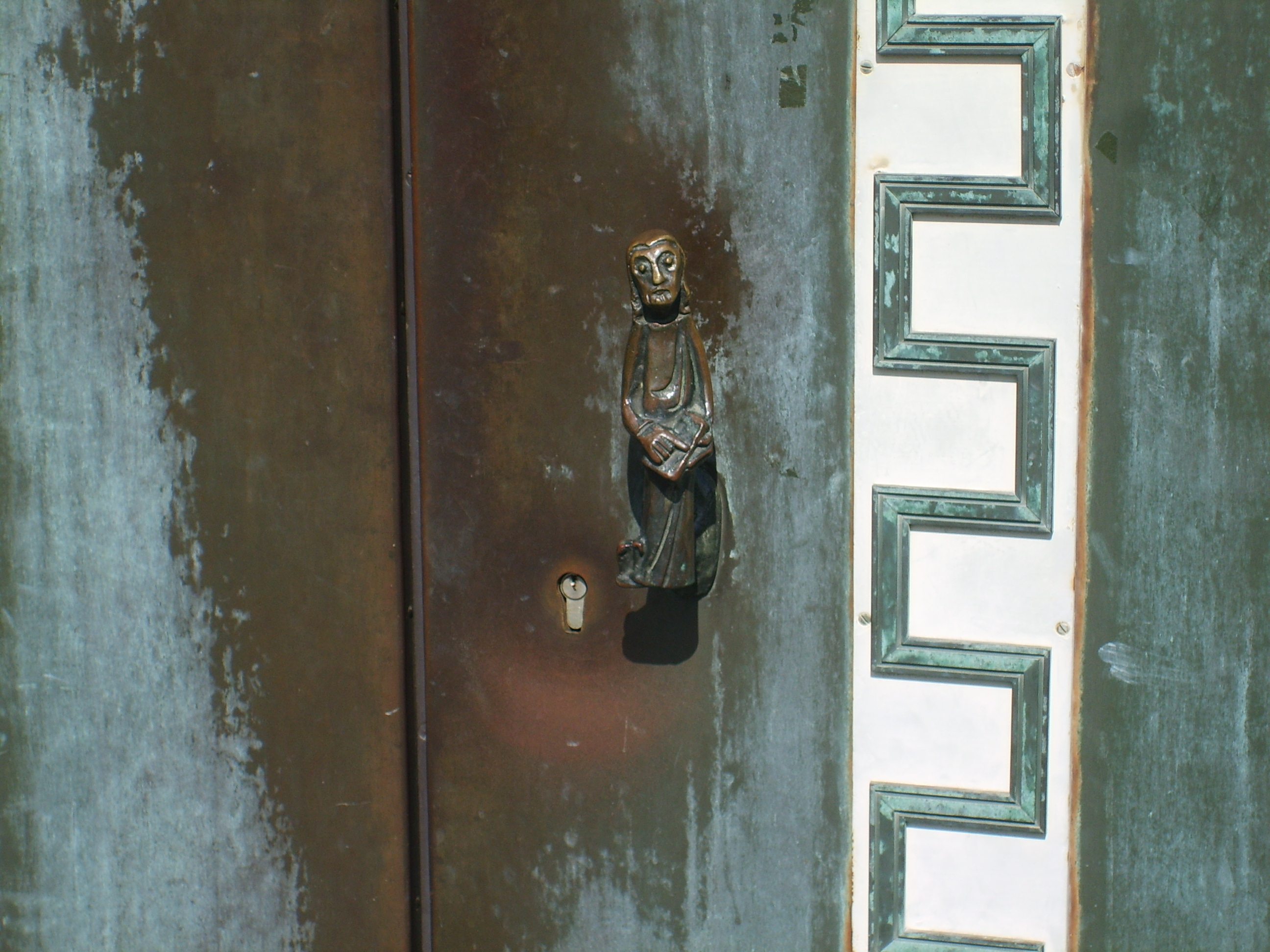
Der Türgriff mit einer Darstellung des Evangelisten Johannes (Teilansicht der Eingangstür)

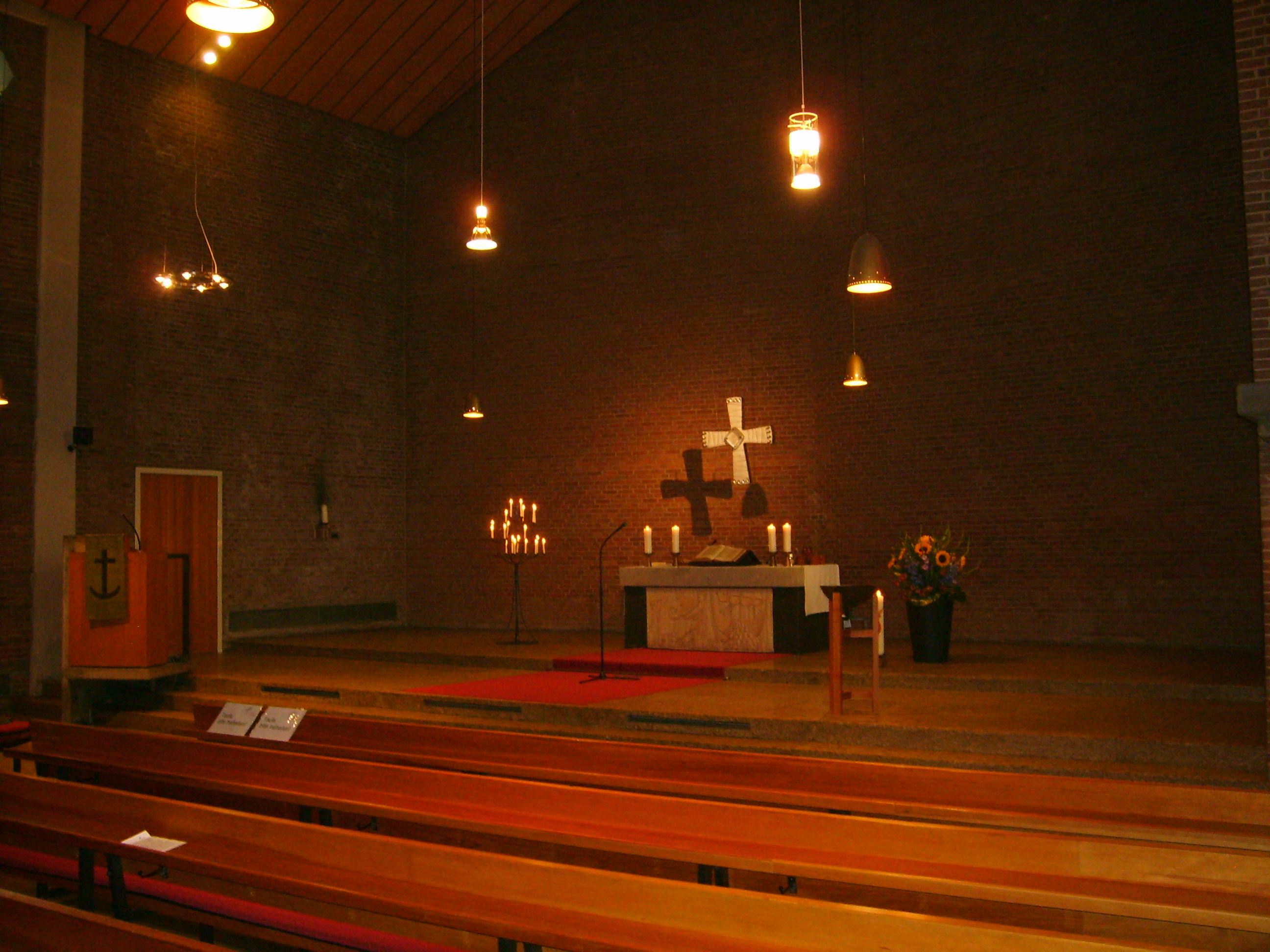
Altar mit Triumphkreuz

Durch das Wachstum Kölns und durch Zuwanderung wuchs die Zahl der Protestanten im Gebiet des heutigen Stadtbezirks Lindenthal von 1871 bis in die 1960er Jahre an, was eine eigene Kirche für die Stadtteile Sülz und Klettenberg erforderlich machte. 1956 wurde ein Kirchenbauverein gegründet und mit der Vorplanung begonnen, 1961 der Grundstein gelegt, und am 7. Juli 1963 wurde die Johanneskirche eingeweiht.
1967 wurde ein Orgelbauverein gegründet, 1974 die Orgel fertiggestellt.

## Gegenwart
Neben normalen Gottesdiensten finden in der Johanneskirche auch Beatmessen statt, die der Pfarrer Uwe Seidel ins Leben gerufen hat, sowie Konzerte, beispielsweise der hauseigenen Johanneskantorei.
2008 leben im Bereich der evangelischen Kirchengemeinde Köln-Klettenberg (Sülz und Klettenberg) etwa 9.500 Protestanten. An der Kirche sind zahlreiche Umbauten und Renovierungen geplant bzw. in Arbeit.

## Das Gebäude
Das Gebäude wurde nach Plänen des Architekten Peter Graebner errichtet. Das Grundstück liegt etwa drei Meter tiefer als die angrenzende Nonnenwerthstraße, so dass sich das Untergeschoss an der Eingangsseite unter Straßenniveau befindet, an den drei anderen Seiten aber oberirdisch liegt. Ursprünglich war eine Erweiterung um einen 30,50 m hohen Kirchturm geplant, was angesichts knapper Mittel zurückgestellt wurde.
Die Seitenwände der Kirche bestehen aus einer Stahlbeton-Rahmenkonstruktion mit verfugtem Sichtmauerwerk. In dieses sind zur Belichtung vorgefertigte sechseckige Betonwaben mit farbigem Gussglas eingesetzt. Die Altarwand besteht aus zwei einheitlichen, in stumpfem Winkel aufeinander zu laufenden Mauerwerksflächen. Das Gebäude trägt ein flach geneigtes Satteldach mit Schiefereindeckung und einer Verkleidung mit Edelholzpaneelen darunter.
Hinter dem Eingangsbereich befindet sich eine nur mit Glaswänden abgetrennte Taufkapelle. Über Eingangsbereich und Taufkapelle liegt eine Empore mit der Orgel und Nebenräumen. Die Sakristei schließt seitlich an das Kirchenschiff an. Die Kirche war zunächst auf 460 bis 520 Sitzplätze ausgelegt. Das Kirchenschiff erhält durch die farbigen Bienenwabenfenster in den Seitenwänden direkten Lichteinfall.

### Ausstattung
Als Hinweis auf den Namensgeber ist der Türgriff am Haupteingang in Form eines auf die Bibel zeigenden Evangelisten Johannes gestaltet. Der Altar der Johanneskirche ist in Blockform aus Sichtbeton errichtet und mit einer Natursteinplatte gedeckt. Darüber ist ein schwebendes Triumphkreuz aus Metall mit Verzierungen aus Bleikristall und Amethystnägeln platziert. Seine Umschrift lautet: Ich bin das Brot des Lebens (Joh. 6, 35). Die Kirche verfügt über eine prächtige Orgel mit der neben der Gottesdienstbegleitung auch Konzerte gegeben werden.